# 卡霍湖 (伊利諾伊州)
卡霍湖（英語：Lake Ka-Ho）是位於美國伊利諾伊州馬庫平縣的一個村落。

## 地理
卡霍湖的座標為39°21′19″N 90°02′14″W / 39.35528°N 90.03722°W，而該地最高點為海拔高度198米（即650英尺）。

## 人口
根據2010年美國人口普查的數據，卡霍湖的面積為0.83平方千米，當中陸地面積為0.73平方千米，而水域面積為0.10平方千米。當地共有人口237人，而人口密度為每平方千米285人。